# Pauline Barmby
Pauline Barmby (29 de diciembre de 1972) es una astrónoma canadiense que trabaja en la Universidad de Western Ontario. Estudia las galaxias, su formación y evolución desde un punto de vista observacional. Estudia tanto galaxias cercanas como las de alto corrimiento al rojo usando aparatos como el Telescopio espacial Spitzer. Es copresidenta, junto con Bryan Gaensler, del Plan a largo plazo de la astronomía canadiense 2020.

## Trayectoria
Obtuvo su título universitario en la Universidad de Columbia Británica en 1995. Realizó un Master en astronomía en la Universidad de Harvard en 1998, donde se doctoró en 2001. Su tesis doctoral, titulada Globular Clusters in the Andromeda Galaxy, trataba sobre cúmulos globulares en la Galaxia de Andrómeda, y su supervisor fue el astrónomo estadounidense John Huchra.
De 2001 a 2007, Barmby fue astrofísica en el Observatorio Astrofísico Smithsoniano, donde fue miembro del equipo del Telescopio espacial Spitzer/ IRAC. Se convirtió en profesora asistente en el Departamento de Física y Astronomía en la Universidad de Western Ontario en 2007, y fue promovida a profesora asociada en 2013 y profesora titular en 2019. Trabajó como decana asociada de estudios de grado y posdoctorado en la Facultad de Ciencias de Western, y fue Decano Interino de Ciencias en 2017.

### Investigación
Centra sus investigaciones científicas en galaxias cercanas como la galaxia de Andrómeda (M31) y otras galaxias de nuestro Grupo Local. Estudia varias regiones dentro de estas galaxias locales, incluidas las regiones de formación de estrellas y las leyes de formación de estrellas relacionadas y los cúmulos de estrellas que emiten rayos X. Estudia los hidrocarburo aromático policíclico en estas galaxias. Su trabajo se centra en los "macrodatos" astronómicos y participa activamente en actividades de divulgación pública sobre astronomía.

## Reconocimientos
- Premio Florence Bucke, Universidad de Western Ontario[9] (2014)
- Premio de divulgación de la Facultad de Ciencias de la Universidad de Western Ontario (2010) para el Grupo de Astronomía Occidental.[10]
- Premio Ontario Early Researcher (2008)[11]
- Premio al logro del grupo de la NASA al equipo de carga útil del Telescopio espacial Spitzer (2004)
- Beca en memoria de Margaret Weyerhauser Jewett (1996)
- Académico de Canadá (1990-1995)[12]